# Langatte
Langatte é uma comuna francesa na região administrativa de Grande Leste, no departamento de Moselle. Estende-se por uma área de 12,97 km². Em 2010 a comuna tinha 566 habitantes (densidade: 43,6 hab./km²).